# Sarah Ann Glover
Sarah Ann Glover (Norwich, 13 de novembre de 1786 – Malvern, 20 d'octubre de 1867) fou una pedagoga musical anglesa coneguda per la seva invenció de la tècnica musical Tònic sol-fa del qual en fou un gran impulsor el seu compatriota John Curwen. A més, publicà els tractats A manual of the Norwich Solfa-System el 1845. i el Manual containing a developement of the tetrachorddal system (1850).